# 貴方の恋人になりたいのです
「貴方の恋人になりたいのです」（あなたのこいびとになりたいのです）は、日本のシンガーソングライター・阿部真央の2枚目のシングル。2009年8月5日にポニーキャニオンから発売された。

## 概要
表題曲「貴方の恋人になりたいのです」は、阿部が高校3年生の時に書かれた曲で、当時の好きな人に片思いをしていた内容の歌詞である。レコーディングはアルバム『ふりぃ』と同時期に行われた。
阿部の強い要望により、ミュージック・ビデオには阿部の母校である大分県立大分西高等学校でのシーンが含まれている。ミックス・エンジニアにグラミー賞エンジニアのデイヴィッド・ソナーを起用した。
2曲目の「マージナルマン」は、変拍子が使われている。教育体制に怒りを感じたという高校2年生当時の気持ちを歌詞にしている。
3曲目の「会いたいよ」は、阿部自身のギター弾き語りによる楽曲である。このシングル以降、3曲目にギター弾き語りの楽曲が収録されるのが恒例となっている。

## 収録曲
| 全作詞・作曲: 阿部真央。 |                                         |          |            |          |      |
| #                        | タイトル                                | 作詞     | 作曲・編曲 | 編曲家   | 時間 |
| 1.                       | 「貴方の恋人になりたいのです」          | 阿部真央 | 阿部真央   | 安藤正和 | 5:06 |
| 2.                       | 「マージナルマン」                      | 阿部真央 | 阿部真央   | 安藤正和 | 3:03 |
| 3.                       | 「会いたいよ」                          | 阿部真央 | 阿部真央   | 阿部真央 | 4:54 |
| 4.                       | 「貴方の恋人になりたいのです（Inst.）」 | 阿部真央 | 阿部真央   | 安藤正和 | 5:06 |

| #  | タイトル                                               | 作詞 | 作曲・編曲 | 監督       |
| -- | ------------------------------------------------------ | ---- | ---------- | ---------- |
| 1. | 「貴方の恋人になりたいのです（ミュージック・ビデオ）」 |      |            | 大喜多正毅 |